# Anaspis vaulogeri
Anaspis vaulogeri là một loài bọ cánh cứng trong họ Scraptiidae. Loài này được Chobaut miêu tả khoa học năm 1896.